# Spillover-effekt
Spillover-effekt är ett samhällsvetenskapligt begrepp och är en fundamental hypotes hos neofunktionalismen. Spill-over begreppet har kommit att bli en symbol för neofunktionalismen och benämns som själva motorn för integrationsprocessen. Den ekonomiska integreringen av en sektor leder automatiskt till en integration av andra sektorer eftersom de problem som uppstår i den förra sektorn inte kan lösas utan en integration av den förra.
Två av de mest frekvent förekommande former av spill-over effekten är funktionell och politisk spill-over. Vid en funktionell spill-over tvingar integration i en sektor fram integration i en annan sektor. Ett exempel är migrationspolitiken. Utvecklingen av den inre marknaden tvingade fram ett borttagande av gränskontroller som i sin tur tvingade fram ett migrationspolitiskt samarbete. Det blir i sådana fall tydligt att de politiska, ekonomiska och rättsliga områdena inom EU är beroende av varandra och varandras utveckling.
Den politiska formen av spill-over effekten har ett flertal varianter. En integrerad sektor medför att aktörerna som verkar inom denna sektor börjar söka samarbetspartners i andra medlemsstater. Det viktiga blir således inte enbart nationens intressen, aktörerna upptäcker gemensamma problem som enbart kan lösas på gemenskapsnivå. Fokus hos aktörerna förflyttas således från staten upp till EU-nivå. Ett ökat eller långvarigt samarbete kan även leda till att de politiska aktörerna skiftar lojalitet från den egna nationalstaten till överstatlig nivå. Detta sker genom möten i arbetsgrupper, förberedande kommittéer och kongresser. En integrationsprocess kan även leda till att nationella intressen kan förändras. Beroende på den ekonomiska utvecklingen kan en stat gå från att kräva strikta lånetak till att förespråka mer tillåtande lånerestriktioner. 
En tredje form av spill-over effekt är framodlad spill-over. Denna form pekar på överstatliga institutioner som viktiga och avgörande aktörer för spill-over effekter. Inom EU har kommissionen en viktig roll som medlare mellan medlemsländerna. Kommissionen kan genom att argumentera för ytterliga integration och försöka påverka olika lobbyorganisationer, institutioner och aktörer i medlemsländerna att gå i samma riktning och förmedla kontakter stärka integrationsprocessen och styra i vilken riktning den ska gå.